# Szyłau Wuhał
Szyłau Wuhał (biał. Шылаў Вугал; ros. Шилов Угол) – wieś na Białorusi, w obwodzie mohylewskim, w rejonie mohylewskim, w sielsowiecie Sidarawiczy. 